# Saint-Santin
Saint-Santin é uma comuna francesa na região administrativa de Occitânia et Auvergne, no departamento de Aveyron et Cantal. Estende-se por uma área de 22,78 km². Em 2010 a comuna tinha 562 habitantes (densidade: 24,7 hab./km²).